# Primera División de Tahití
El Championnat de Polynésie française de football, llamada Ligue 1 Vini por razones de patrocinio, es la primera división de fútbol de la Polinesia Francesa, Territorio de Ultramar de Francia. Es organizada por la Federación Tahitiana de Fútbol y es reconocida por ser la liga más antigua de Oceanía, ya que se disputa desde el año 1948.
El campeón recibe un cupo para la Liga de Campeones de la OFC del año próximo, mientras que los dos peores clasificados descienden directamente a la Segunda División. Los equipos de esta liga tienen derecho, si lo desean de participar en la Copa de Francia.

## Equipos participantes en temporada 2025-26
- AS Central Sport
- AS Dragon
- AS Jeunes Tahitiens
- AS Mira
- AS Pirae
- AS Pueu
- Taiarapu FC
- AS Tamarii Punaruu
- AS Tefana
- AS Vénus

## Palmarés[1]
| Temporada | Campeón             | Subcampeón       |
| --------- | ------------------- | ---------------- |
| 1948      | AS Fei-Pi           |                  |
| 1949      | AS Fei-Pi           |                  |
| 1950      | AS Fei-Pi           |                  |
| 1951      | AS Fei-Pi           |                  |
| 1952      | AS Excelsior        |                  |
| 1953      | AS Vénus            |                  |
| 1954      | AS Jeunes Tahitiens |                  |
| 1955      | AS Central Sport    |                  |
| 1956      | AS Excelsior        |                  |
| 1957      | AS Excelsior        |                  |
| 1958      | AS Central Sport    |                  |
| 1959      | AS Excelsior        |                  |
| 1960      | AS Excelsior        |                  |
| 1961      | AS Jeunes Tahitiens |                  |
| 1962      | AS Central Sport    |                  |
| 1963      | AS Central Sport    |                  |
| 1964      | AS Central Sport    |                  |
| 1965      | AS Central Sport    |                  |
| 1966      | AS Central Sport    |                  |
| 1967      | AS Central Sport    |                  |
| 1968      | AS Fei-Pi           |                  |
| 1969      | AS Tamarii Punaruu  |                  |
| 1970      | AS Fei-Pi           |                  |
| 1971      | AS Fei-Pi           |                  |
| 1972      | AS Central Sport    |                  |
| 1973      | AS Central Sport    |                  |
| 1974      | AS Central Sport    |                  |
| 1975      | AS Central Sport    |                  |
| 1976      | AS Central Sport    |                  |
| 1977      | AS Central Sport    |                  |
| 1978      | AS Central Sport    |                  |
| 1979      | AS Central Sport    |                  |
| 1980      | AS Arue             |                  |
| 1981      | AS Central Sport    |                  |
| 1982      | AS Central Sport    |                  |
| 1983      | AS Central Sport    |                  |
| 1984      | AS PTT              |                  |
| 1985      | AS Central Sport    |                  |
| 1986      | AS Excelsior        |                  |
| 1987      | AS Jeunes Tahitiens |                  |
| 1988      | AS Excelsior        |                  |
| 1989      | AS Pirae            |                  |
| 1990      | AS Vénus            |                  |
| 1991      | AS Pirae            |                  |
| 1992      | AS Vénus            |                  |
| 1993      | AS Pirae            |                  |
| 1994      | AS Pirae            |                  |
| 1995      | AS Vénus            |                  |
| 1996      | AS Manu-Ura         |                  |
| 1997      | AS Vénus            |                  |
| 1998      | AS Vénus            |                  |
| 1999      | AS Vénus            |                  |
| 2000      | AS Vénus            | AS Pirae         |
| 2001      | AS Pirae            | AS Vénus         |
| 2002      | AS Vénus            | AS Pirae         |
| 2003      | AS Pirae            | AS Manu-Ura      |
| 2004      | AS Manu-Ura         | AS Pirae         |
| 2005      | AS Tefana           | AS Pirae         |
| 2006      | AS Pirae            | AS Tefana        |
| 2007      | AS Manu-Ura         | AS Tefana        |
| 2008      | AS Manu-Ura         | AS Tefana        |
| 2009      | AS Manu-Ura         | AS Tefana        |
| 2010      | AS Tefana           | AS Vaiete        |
| 2011      | AS Tefana           | AS Dragon        |
| 2012      | AS Dragon           | AS Tamarii Faa'a |
| 2013      | AS Dragon           | AS Tamarii Faa'a |
| 2014      | AS Pirae            | AS Tefana        |
| 2015      | AS Tefana           | AS Pirae         |
| 2016      | AS Tefana           | AS Central Sport |
| 2017      | AS Dragon           | AS Vénus         |
| 2018      | AS Central Sport    | AS Tefana        |
| 2019      | AS Vénus            | AS Tiare Tahiti  |
| 2020      | AS Pirae            | AS Vénus         |
| 2021      | AS Pirae            | AS Vénus         |
| 2022      | AS Pirae            | AS Dragon        |
| 2023      | AS Tefana           | AS Pirae         |
| 2024      | AS Pirae            | AS Vénus         |

## Títulos por club
| Club                | Ciudad  | Títulos | Años campeón |
| ------------------- | ------- | ------- | --- |
| AS Central Sport    | Papeete | 21      | 1955, 1958, 1962, 1963, 1964, 1965, 1966, 1967, 1972, 1973, 1974, 1975, 1976, 1977, 1978, 1979, 1981, 1982, 1983, 1985, 2018 |
| AS Pirae            | Pirae   | 12      | 1989, 1991, 1993, 1994, 2001, 2003, 2006, 2014, 2020, 2021, 2022, 2024                                                       |
| AS Vénus            | Mahina  | 10      | 1953, 1990, 1992, 1995, 1997, 1998, 1999, 2000, 2002, 2019                                                                   |
| AS Excelsior        | Papeete | 7       | 1952, 1956, 1957, 1959, 1960, 1986, 1988                                                                                     |
| AS Fei-Pi           | Papeete | 7       | 1948, 1949, 1950, 1951, 1968, 1970, 1971                                                                                     |
| AS Tefana           | Faa'a   | 6       | 2005, 2010, 2011, 2015, 2016, 2023                                                                                           |
| AS Manu-Ura         | Paea    | 5       | 1996, 2004, 2007, 2008, 2009                                                                                                 |
| AS Jeunes Tahitiens | Papeete | 3       | 1954, 1961, 1987 |
| AS Dragon           | Papeete | 3       | 2012, 2013, 2017 |
| AS Arue             | Arue    | 1       | 1980 |
| AS PTT              | Papeete | 1       | 1984 |
| AS Tamarii Punaruu  | Papeete | 1       | 1969 |

## Clasificación histórica
A continuación, se muestra la tabla histórica de la Primera División de Tahití desde el 2008-09 con el nombre Tahiti Ligue 1 cuando se volvió profesional hasta la terminada temporada 2024-25, en el cual los datos no contabilizan los playoffs. No cuenta los resultados de la selecciones nacionales.
- Se juegan 4 puntos por victoria, 2 por empate y 1 por derrota

| Pos. | Equipos             | PJ  | G   | E  | P   | GF   | GC  | Dif. | Pts. |
| ---- | ------------------- | --- | --- | -- | --- | ---- | --- | ---- | ---- |
| 1    | AS Tefana           | 290 | 210 | 34 | 46  | 1021 | 347 | +674 | 975  |
| 2    | AS Dragon           | 290 | 178 | 45 | 67  | 1000 | 461 | +539 | 888  |
| 3    | AS Pirae            | 290 | 169 | 35 | 86  | 897  | 468 | +429 | 853  |
| 4    | AS Vénus            | 272 | 160 | 47 | 65  | 877  | 397 | +480 | 817  |
| 5    | AS Central Sport    | 247 | 117 | 35 | 95  | 555  | 467 | +88  | 655  |
| 6    | AS Manu-Ura         | 246 | 109 | 38 | 101 | 483  | 584 | -101 | 608  |
| 7    | AS Pueu             | 132 | 50  | 16 | 66  | 279  | 324 | -45  | 296  |
| 8    | Taiarapu FC         | 151 | 39  | 14 | 98  | 330  | 507 | -177 | 294  |
| 9    | AS Tamarii Punaruu  | 118 | 33  | 16 | 69  | 195  | 358 | -163 | 231  |
| 10   | AS Tamarii Faa'a    | 90  | 37  | 16 | 37  | 205  | 235 | -30  | 223  |
| 11   | AS Tiare Tahiti     | 76  | 39  | 12 | 25  | 188  | 136 | +52  | 203  |
| 12   | AS Jeunes Tahitiens | 110 | 21  | 14 | 75  | 149  | 372 | -223 | 187  |
| 13   | Olympique Mahina    | 117 | 21  | 10 | 86  | 129  | 469 | -340 | 183  |
| 14   | AS Excelsior        | 99  | 11  | 9  | 79  | 109  | 406 | -295 | 147  |
| 15   | AS Vaiete           | 72  | 22  | 5  | 45  | 96   | 193 | -97  | 145  |
| 16   | AS Arue             | 66  | 12  | 4  | 50  | 77   | 243 | -166 | 110  |
| 17   | AS Roniu            | 38  | 16  | 5  | 17  | 76   | 102 | -26  | 97   |
| 18   | AS Temanava         | 44  | 16  | 5  | 23  | 107  | 130 | -23  | 95   |
| 19   | AS Aorai            | 48  | 7   | 5  | 36  | 56   | 196 | -140 | 74   |
| 20   | AS Mira             | 27  | 11  | 3  | 13  | 62   | 54  | +8   | 62   |
| 21   | AS Mataiea          | 34  | 3   | 0  | 31  | 43   | 207 | -164 | 42   |
| 22   | AS Vairao           | 9   | 1   | 2  | 6   | 9    | 40  | -31  | 14   |
| 23   | AS Papeeno          | 11  | 0   | 2  | 9   | 11   | 90  | -79  | 13   |